# Мангурени (Валча)
Мангурени (рум. Mângureni) насеље је у Румунији у округу Валча у општини Николаје Балческу. Oпштина се налази на надморској висини од 475 m.

## Становништво
Према подацима из 2002. године у насељу је живело 169 становника, од којих су сви румунске националности.